# Бэй, Майкл
Майкл Бенджамин Бэй (англ. Michael Benjamin Bay; род. 17 февраля 1965) — американский кинорежиссёр и кинопродюсер. Один из самых кассовых режиссёров планеты — его картины собрали в прокате более 5,7 млрд долларов США.
Бэй специализируется на боевиках и фантастике, его фильмы славятся большим количеством боевых сцен, взрывов, зрелищных спецэффектов, а также «клиповым» монтажом. Известен такими фильмами как: «Плохие парни», «Скала», «Армагеддон», «Пёрл-Харбор» и «Остров», а также серией фильмов о Трансформерах. Кроме того, Бэй сотрудничает с лос-анджелесской компанией Propaganda Films, выпускающей музыкальные клипы.

## Ранние годы
Родился в Лос-Анджелесе и воспитывался приёмными родителями Харриет и Джимом. Его дед был родом из России. Он посещал эксклюзивную школу Crossroads School в Санта-Монике, штат Калифорния. Затем выучился в Художественном колледже дизайна в Пасадене и окончил Уэслианский университет. Бэй часто связывает свой интерес к боевикам с инцидентом, произошедшим в его детстве. Будучи школьником, он прикрепил несколько петард к игрушечному поезду и заснял последовавшую за этим огненную катастрофу на 8-миллиметровую камеру своей матери. Была вызвана пожарная команда, и он был наказан.

## Карьера
После школы начал работу в индустрии музыкального клипмейкерства и работал над клипами таких музыкантов, как Мит Лоуф, Ричард Маркс, Донни Осмонд, Лайонел Ричи и Тина Тёрнер. Кроме того, он занимался съёмками рекламных роликов для множества крупных компаний, в числе которых были Nike, Reebok, Budweiser и Coca-Cola. Самой успешной его рекламной кампанией стала серия рекламных роликов «Got Milk».
Первым фильмом, режиссёром которого стал Майкл Бэй, был «Плохие парни» 1995 года, получивший одобрение зрителей и финансовый успех. При бюджете в 19 миллионов долларов фильм собрал в мировом прокате около полутора сотен. Второй проект режиссёра — «Скала» — также оправдал вложенные в него средства и определил дальнейшее творческое направление постановщика — Бэй стал специализироваться на высокобюджетных боевиках.
В 2006 году Бэй и Wydncrest Holdings приобрели компанию Digital Domain Джеймса Кэмерона и Стэна Уинстона, занимающуюся спецэффектами. Кроме того он создал кампанию Platinum Dunes, которая занимается продюсированием фильмов ужасов (в основном, ремейков картин 70-х и 80-х годов).
Фильмы «Армагеддон» и «Трансформеры: Эпоха истребления» стали самыми кассовыми кинокартинами 1998 и 2014 годов соответственно.
Пятый фильм Бэя «Трансформеры: Последний рыцарь», был выпущен 21 июня 2017 года. Фильм собрал 68,5 миллиона долларов за свой пятидневный дебютный уик-энд в Северной Америке и 605 миллионов долларов по всему миру. В интервью журналу Rolling Stone в 2016 году Бэй сказал, что это будет его последний фильм о Трансформерах в качестве режиссера.
В 2018 году было объявлено, что он будет режиссером боевика Netflix «Призрачная шестёрка» с Райаном Рейнольдсом, Мелани Лоран, Мануэлем Гарсией-Рульфо, Адрией Арджоной, Кори Хокинсом, Беном Харди и Дэйвом Франко в главных ролях. Он был выпущен 13 декабря 2019 года. В августе 2019 года Бэй подписал контракт с Sony Pictures на режиссуру боевика «Черная пятерка». Однако съёмки фильма, производство которого должно было начаться в 2020 году, были приостановлены из-за пандемии COVID-19, и впоследствии Бэй перешел к работе над фильмом «Скорая».
Бэй продюсировал триллер на тему пандемии «Птица в клетке. Заражение», в котором снялись Деми Мур, Крейг Робинсон, Пол Уолтер Хаузер и Питер Стормар. Он собирается стать режиссером антиутопического триллера «Маленькая Америка», съёмки которого планировались в Калифорнии где-то в 2020 году.
В 2021 году сообщалось, что Бэй запросил финансовую компенсацию у киностудии Paramount Pictures за косвенное ограничение его дохода в результате того, что Paramount сократила показ фильма «Тихое место 2» только для кинотеатров с 90 до 45 дней из-за последствий пандемии COVID-19. Бэй и другие продюсеры, а также актеры фильма, как это обычно бывает, получают оплату частично в зависимости от кассовых сборов, и снижение эксклюзивности театрального показа повлияло на полученную ими зарплату.
Следующим фильмом Бэя стала «Скорая» с Джейком Джилленхолом, Яхьей Абдул-Матином II и Эйзой Гонсалес в главных ролях. В нем рассказывается о двух грабителях банков, которые угоняют машину скорой помощи и берут двух заложников. Снятый во время пандемии COVID-19 в Лос-Анджелесе, он был выпущен в США 8 апреля 2022 года компанией Universal Pictures.

## Личная жизнь
Бэй живет в Майами со своими тремя английскими мастифами, названными в честь персонажей его фильмов. Будучи школьником, он пожертвовал свои деньги приюту для животных и часто включает своих собак в свои фильмы.
Он не женат и не имеет детей. С 2001 по 2004 год состоял в отношениях с моделью и актрисой Лизой Дерган.
В интервью Rolling Stone в 2016 году Бэй признался, что его капитал составляет около 500 миллионов долларов. Он владел самолетом Gulfstream G550 стоимостью 50 миллионов долларов, а также машинами Bentley, Range Rover, Escalade, Ferrari, Lamborghini и двумя Chevrolet Camaro из франшизы «Трансформеры».

## Фильмография
| Год       |     | Русское название                     | Оригинальное название                     | Роль               |
| --------- | --- | ------------------------------------ | ----------------------------------------- | ------------------ |
| 1995      | ф   | Плохие парни                         | Bad Boys                                  | режиссёр           |
| 1996      | ф   | Скала                                | The Rock                                  | режиссёр           |
| 1998      | ф   | Армагеддон                           | Armageddon                                | режиссёр, продюсер |
| 2001      | ф   | Перл-Харбор                          | Pearl Harbor                              | режиссёр, продюсер |
| 2003      | ф   | Плохие парни 2                       | Bad Boys II                               | режиссёр           |
| 2003      | ф   | Техасская резня бензопилой           | The Texas Chainsaw Massacre               | продюсер           |
| 2005      | ф   | Ужас Амитивилля                      | The Amityville Horror                     | продюсер           |
| 2005      | ф   | Остров                               | The Island                                | режиссёр, продюсер |
| 2006      | ф   | Техасская резня бензопилой: Начало   | Texas Chainsaw Massacre: The Beginning    | продюсер           |
| 2007      | ф   | Попутчик                             | The Hitcher                               | продюсер           |
| 2007      | ф   | Трансформеры                         | Transformers                              | режиссёр, продюсер |
| 2009      | ф   | Пятница, 13-е                        | Friday The 13th                           | продюсер           |
| 2009      | ф   | Всадники                             | The Horsemen                              | продюсер           |
| 2009      | ф   | Нерождённый                          | The Unborn                                | продюсер           |
| 2009      | ф   | Трансформеры: Месть падших           | Transformers: Revenge of the Fallen       | режиссёр, продюсер |
| 2010      | ф   | Кошмар на улице Вязов                | A Nightmare On Elm Street                 | продюсер           |
| 2011      | ф   | Я — четвёртый                        | I Am Number Four                          | продюсер           |
| 2011      | ф   | Трансформеры 3: Тёмная сторона Луны  | Transformers: Dark of the Moon            | режиссёр, продюсер |
| 2013      | ф   | Кровью и потом: Анаболики            | Pain & Gain                               | режиссёр, продюсер |
| 2013      | ф   | Судная ночь                          | The Purge                                 | продюсер           |
| 2014      | ф   | Судная ночь 2                        | The Purge: Anarchy                        | продюсер           |
| 2014      | ф   | Черепашки-ниндзя                     | Teenage Mutant Ninja Turtles              | продюсер           |
| 2014—2017 | с   | Чёрные паруса                        | Black Sails                               | продюсер           |
| 2014—2018 | с   | Последний корабль                    | The Last Ship                             | продюсер           |
| 2014      | ф   | Трансформеры: Эпоха истребления      | Transformers: Age of Extinction           | режиссёр, продюсер |
| 2014      | ф   | Уиджи: Доска Дьявола                 | Ouija                                     | продюсер           |
| 2014      | ф   | Континуум                            | Project Almanac                           | продюсер           |
| 2016      | ф   | 13 часов: Тайные солдаты Бенгази     | 13 Hours: The Secret Soldiers of Benghazi | режиссёр, продюсер |
| 2016      | ф   | Судная ночь 3                        | The Purge: Election Year                  | продюсер           |
| 2016      | ф   | Черепашки-ниндзя 2                   | Teenage Mutant Ninja Turtles              | продюсер           |
| 2016      | ф   | Уиджи. Проклятие доски дьявола       | Ouija: Origin of Evil                     | продюсер           |
| 2017      | ф   | Трансформеры: Последний рыцарь       | Transformers: The Last Knight             | режиссёр, продюсер |
| 2018      | ф   | Тихое место                          | A Quiet Place                             | продюсер           |
| 2018      | ф   | Судная ночь. Начало                  | The First Purge                           | продюсер           |
| 2018—2023 | с   | Джек Райан                           | Tom Clancy's Jack Ryan                    | продюсер           |
| 2018—2019 | с   | Судная ночь                          | The Purge                                 | продюсер           |
| 2018      | ф   | Бамблби                              | Bumblebee                                 | продюсер           |
| 2019      | ф   | Призрачная шестёрка                  | Six Underground                           | режиссёр, продюсер |
| 2020      | ф   | Птица в клетке. Заражение            | Songbird                                  | продюсер           |
| 2021      | ф   | Тихое место 2                        | A Quiet Place 2                           | продюсер           |
| 2021      | ф   | Судная ночь навсегда                 | The Forever Purge                         | продюсер           |
| 2022      | ф   | Скорая                               | Ambulance                                 | режиссёр, продюсер |
| 2023      | ф   | Трансформеры: Восхождение Звероботов | Transformers: Rise of the Beasts          | продюсер           |
| 2024      | ф   | Тихое место: День первый             | A Quiet Place: Day One                    | продюсер           |
| 2024      | мф  | Трансформеры: Начало                 | Transformers One                          | продюсер           |
| 2024      | ф   | Квартира 7А                          | Apartment 7A                              | продюсер           |
| 2025      | док | Мы — Storror                         | We Are Storror                            | режиссёр, продюсер |
|           | ф   | Тихое место 3                        | A Quiet Place 3                           | продюсер           |

## Музыкальные видеоклипы
- «There You'll Be», Faith Hill (2001)
- «Falling in Love (Is Hard on the Knees)», Aerosmith (1997)
- «Objects in the Rear View Mirror May Appear Closer Than They Are», Мит Лоуф (1994)
- «Rock 'n' Roll Dreams Come True», Мит Лоуф (1994)
- «I’d Do Anything for Love (But I Won’t Do That)», Мит Лоуф (1993)
- «You Won’t See Me Cry», Уилсон Филлипс (1992)
- «Do It to Me», Лайонел Ричи (1992)
- «Love Thing», Тина Тёрнер (1992)
- «I Touch Myself», Divinyls (1991)

## Награды и номинации
В 1995 году Бэй был награждён Гильдией режиссёров Америки как «Режиссёр года». В разное время выигрывал несколько премий MTV Video Music Awards, а также был награждён премией «Сатурн» за лучшую режиссуру фильма «Армагеддон».
| Премия           | Категория       | Год  | Фильм                                 | Результат |
| ---------------- | --------------- | ---- | ------------------------------------- | --------- |
| «Золотая малина» | худший фильм    | 1999 | «Армагеддон»                          | Номинация |
| «Золотая малина» | худший режиссёр | 1999 | «Армагеддон»                          | Номинация |
| «Золотая малина» | худший режиссёр | 2002 | «Пёрл-Харбор»                         | Номинация |
| «Золотая малина» | худший режиссёр | 2010 | «Трансформеры: Месть падших»          | Малина    |
| «Золотая малина» | худший режиссёр | 2012 | «Трансформеры 3: Тёмная сторона Луны» | Номинация |
| «Золотая малина» | худший режиссёр | 2015 | «Трансформеры: Эпоха истребления»     | Малина    |
| «Золотая малина» | худший режиссёр | 2018 | «Трансформеры: Последний рыцарь»      | Номинация |